# 米卢斯-阿布赛姆机场
米卢斯-阿布赛姆机场是一座位於法國阿布赛姆的小型機場，前身是一座軍用機場，現今主要供小型飛機使用。

## 航空事故
1988年6月26日，法國航空296號班機在此機場起飛後不久便墜毀，是首架發生空難的空中巴士A320。機師在航展期間表演低飛飛過機場，但太遲加大油門使飛機撞進跑道未段的樹林，造成三人死亡和飛機報廢。

## 參看
- 巴塞尔-米卢斯-弗赖堡欧洲机场